# Elatichrosis adusta
Elatichrosis adusta là một loài bọ cánh cứng trong họ Elateridae. Loài này được Neboiss miêu tả khoa học năm 1960.